# Parafia św. Marcina Biskupa w Jasienicy Dolnej
Parafia pod wezwaniem św. Marcina Biskupa w Jasienicy Dolnej – rzymskokatolicka parafia w miejscowości Jasienica Dolna, w Dekanacie Skoroszyce, w Diecezji Opolskiej.
Parafia w tej miejscowości w źródłach wzmiankowana jest po raz pierwszy w roku 1290. Wtedy też ten dokument wymienia Ludwiga, pierwszego znanego z imienia proboszcza tutejszej parafii.
Obecnie parafia obejmuje swym zasięgiem miejscowości: Jasienica Dolna, Bardno, Drogoszów, Mańkowice.

## Proboszczowie po 1945 roku
- o. Paweł Ozimek,
- ks. Alfons Kubis,
- ks. Jan Madeja,
- ks. Kazimierz Korfanty,
- ks. Michał Antoniak,
- ks. Jacek Biernat,
- ks. Piotr Mykita,
- ks. Adam Leszczyński
- ks. Fryderyk Styla - obecnie